# Grb Kine
Osnovu Grba Kine čine Tiananmenska vrata, ulaz u Zabranjeni grad u Pekingu. Iznad vrata se nalazi pet zvijezda (kao i na zastavi Kine) koje predstavljaju uniju kineskog naroda. Krug oko grba je izrađen od pšenice – simbola poljoprivredne revolucije. Ispod grba je zupčanik – simbol industrije. Grb je usvojen 20. rujna 1950.

## Također pogledajte
- Zastava Kine